# Football Manager 2005
Football Manager 2005 est un jeu vidéo de gestion sportive de football développé par Sports Interactive, sorti le 5 novembre 2004 sur PC (Windows, Mac OS). Il fait partie de la série Football Manager.